# Torijci
Torijci so bili ena od dveh političnih strank, ki sta obstajali v Britaniji od 17. do zgodnjega 19. stoletja. Bili so nasprotniki vigovcev, ki so bili dolgo časa vladajoča stranka.
Torijci so bili sprva del parlamenta angleškega kraljestva, zakonodajnega telesa angleškega kraljestva. Po Aktih o uniji iz leta 1707 so bili torijci del parlamenta Združenega kraljestva Velike Britanije, po Aktu o uniji iz leta 1800 pa so bili del parlamenta  Združenega kraljestva.
Torijci so bili prvotno (od 1678 do približno 1770) podporniki katoliških kraljev (Karel I. in II., Jakob I. in II.), ki so omejevali moč parlamenta Združenega kraljestva in podpirali svobodo za katolike. Kasneje (od 1780 do 1830) so postali Nova torijska stranka in so bili ponovno uspešna stranka, ki je lahko držala vlado.
Najbolj znani voditelji Nove torijske stranke so bili William Pitt mlajši in Robert Peel, industrialec. Benjamin Disraeli je iz ostankov Nove torijske stranke zgradil sodobno Konservativno stranko (Združeno kraljestvo).